# الفلم الأمريكي (فلم)
الفيلم الأمريكي هو فيلم رعب تم إنتاجه في الولايات المتحدة وصدر في سنة 1999من إخراج المخرج كريس سميث.

## الميزانية والإيرادات
حقق أرباحا تقدر بـ 1.2 مليون دولار.

## وصلات خارجية
- مقالات تستعمل روابط فنية بلا صلة مع ويكي بيانات